# أدلة موجية بصرية
الدليل الموجي البصري هو هيكل فيزيائي يوجه الموجات الكهرومغناطيسية في الطيف البصري. ومن من الأنواع الشائعة للأدلة الموجية البصرية هي الألياف الضوئية وموجهات الموجات العازلة الشفافة المصنوعة من البلاستيك والزجاج.
يتم استخدام الأدلة الموجية البصرية كمكونات في الدوائر الضوئية المتكاملة أو كوسيط نقل في أنظمة الاتصالات البصرية المحلية وبعيدة المدى.
يتم تصنيف الأدلة الموجية الضوئية وفقًا لشكلها الهندسي(موجهات الموجات المستوية أو الشريطية أو الليفية) ، وبنية الوضع (أحادية الوضع، متعددة الأوضاع) ، وتوزيع معامل الانكسار (مؤشر التدرج أو الخطوة) والمواد (الزجاج، البوليمر، أشباه الموصلات).

## الدليل الموجي للوحة العازلة

يتكون الدليل الموجي للوح العازل من ثلاث طبقات عازلة بمؤشرات انكسار مختلفة.

لا توجد صعوبة في فهم أدلة الموجات الضوئية العملية ذات الهندسة المستطيلة باعتبارها متغيرات من الدليل الموجي للوحة العازلة النظرية ، وتسمى أيضًا الدليل الموجي المستوي. يتكون الدليل الموجي للوحة من ثلاث طبقات من المواد ذات ثوابت عازلة مختلفة، وتمتد إلى ما لا نهاية في الاتجاهات الموازية لواصلاتها البينية.
من الممكن أن يكون الضوء محصورًا في الطبقة الوسطى بواسطة الانعكاس الكلي الداخلي. وهذا لا يحدث إلا إذا إذا كان مؤشر العزل الكهربائي للطبقة الوسطى أعلى من مؤشر الطبقات المحيطة. علمياً، الأدلة الموجية للوحة نهائياً في اتجاه مواز للواجهة، ولكن إذا كان الحجم النموذجي للواجهات ذو حجم أكبر بكثير من عمق الطبقة، في هذه الحالة يكون نموذج الدليل الموجي للوح مناسباً. إن إثارة الأنماط الموجهة للدليل الموجي للوحة غير ممكنة عن طريق الضوء الساقط من أعلى أو أسفل الواصلات البينية. من الضروري حقن الضوء بعدسة من الجانب إلى الطبقة الوسطى. أو يمكن استخدام عنصر اقتران لربط الضوء بالدليل الموجي، مثل مقرن المحزوز أو مقرن المنشور بدلا من حقن الضوء.
نموذج الموجة المستوية هو واحد من نماذج الأنماط الموجهة والتي تنعكس للخلف والأمام بين سطحين بينين للطبقة الوسطى، بزاوية وقوع بين اتجاه انتشار الضوء والاتجاه العادي أو العمودي لواجهة المادة أكبر من الزاوية الحرجة. تعتمد الزاوية الحرجة على مؤشر انكسار المواد، والذي قد يختلف اعتمادًا على الطول الموجي للضوء. سيؤدي هذا الانتشار إلى وضع موجه فقط في مجموعة منفصلة من الزوايا بحيث لا تتداخل الموجة المستوية المنعكسة مع بعضها بطريقة متلفة.
هذا النوع من البنيات يحصر الموجات الكهرومغناطيسية في اتجاه واحد فقط، وبالتالي فهي قليلة التطبيق العملي. البنيات التي يمكن تقريبها مثل أدلة موجات الألواح، تحدث أحيانًا كتراكيب عرضية في الأجهزة الأخرى.
يستخدم  الدليل الموجي في نظارات الواقع الافتراضي، وهناك تقنيتان هي: أدلة الموجة الانعكاسية والأدلة الموجية العاكسة.

## أدلة موجية ثنائية الأبعاد

### الأدلة الموجية الشريطية
إن أصل الدليل الموجي الشريطي هو شريط من الطبقة محصور بين طبقات تغطية. أبسط صورة هي الدليل الموجي المستطيل، والذي يتم تشكيله عندما تكون الطبقة التوجيهية للدليل الموجي للوحة مقيدة في كلا الاتجاهين العرضيين بدلاً من واحد فقط. تُستخدم الأدلة الموجية المستطيلة في الدوائر البصرية المتكاملة وفي ثنائيات الليزر. من الاستخدامات الشائعة للأدلة الموجية المستطيلة كأساس لمكونات بصرية مثل مقاييس التداخل ماخ- زندر ومضاعفات تقسيم الطول الموجي. كثيراً ما يتم إنشاء تجاويف صمامات الليزر الثنائية كدليل موجي بصري مستطيل. يتم إنتاج أدلة الموجات الضوئية ذات الشكل الهندسي المستطيل بوسائل متنوعة، وعادةً ما يتم ذلك بواسطة السيرورة المستوية.
لا يمكن حل توزيع المجال في الدليل الموجي المستطيل تحليليًا، ولكن طرق الحل التقريبية، مثل نظرية ماركيتليسيس، ونظرية ماركيتليسيس الموسعة و نظرية كومارس المعروف.

### الأدلة الموجية المضلعة
الدليل الموجي المضلع هو دليل موجي تتركب فيه طبقة التوجيه بشكل أساسي من لوح مع شريط (أو عدة شرائط) متراكبة عليه. حيث توفر أدلة الموجات الضلعية أيضًا حصرًا للموجة في بعدين، وقد يكون الحصر القريب من الوحدة حاصلاً في البنيات الضلعية متعددة الطبقات.

### الأدلة الموجية المجزأة والأدلة الموجية البلورية الفوتونية
إن أدلة الموجات الضوئية تحافظ إجمالاً على مقطع عرضي ثابت على طول اتجاه انتشارها. مثالاً على ذلك القطاع والموجهات الموجية الضلعية. ومع ذلك، يمكن أن تحتوي أدلة الموجات أيضًا على تغييرات دورية في المقطع العرضي لها مع السماح بنقل الضوء بدون فقدان البيانات عبر ما يسمى بأوضاع Bloch. وتُعرف أدلة الموجات هذه على أنها أدلة موجية مجزأة (بنمط أحادي البعد على طول اتجاه الانتشار) أو كدليل موجي بلوري ضوئي (بنقش ثنائي الأبعاد أو ثلاثي الأبعاد ).

### الأدلة الموجية باستخدامالليزر
تكمن أهم تطبيقات أدلة الموجات الضوئية في الضوئيات. يوفر تكوين الأدلة الموجية في مساحة ثلاثية الأبعاد تكاملًا بين المكونات الإلكترونية على الشريحة والألياف الضوئية. من الممكن تصميم أدلة الموجة من هذا النوع من أجل انتشار ضوء الأشعة تحت الحمراء بأسلوب واحد بأطوال موجية للاتصالات عن بعد، وتكوينها لتوصيل إشارة ضوئية بين مواقع الإدخال والإخراج مع خسارة منخفضة للغاية.

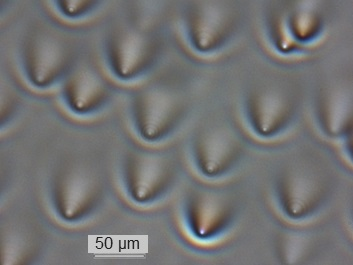
تشكلت أدلة الموجات الضوئية في زجاج السيليكا النقي نتيجة لتأثير التركيز الذاتي المتراكم مع تشعيع ليزر 193 نانومتر. تم تصويرها باستخدام مجهر ناقل الحركة مع إضاءة موازية.

تستخدم إحدى طرق إنشاء مثل هذه الأدلة الموجية تأثير الانكسار الضوئي في المواد الشفافة. قد تحدث زيادة في معامل الانكسار للمادة عن طريق الامتصاص غير الخطي لضوء الليزر النبضي. يتم استخدام ومضات ليزر قصيرة جدًا (عادةً فيمتوثانية) ومركزة بهدف مجهر عالي ذو فتحات تعددية، من أجل زيادة معامل الانكسار إلى الحد الأقصى. يمكن كتابة أدلة الموجات مباشرة عن طريق ترجمة النقطة المحورية من خلال مادة شفافة مجمعة . يستخدم أحد أشكال هذه الطريقة هدفًا منخفضًا من مجهر الفتحة التعددية ويترجم النقطة البؤرية على طول محور الشعاع. يؤدي ذلك إلى تحسين التداخل بين شعاع الليزر المركز والمادة الانكسارية للضوء ويؤدي ذلك إلى تقليل الطاقة اللازمة من الليزر.
في حال قد تعرضت مادة شفافة لحزمة ليزر غير مركزة ذات سطوع كافٍ لبدء تأثير الانكسار الضوئي، فقد تبدأ موجهات الموجات بالتشكل تلقائياً نتيجة للتركيز الذاتي المتراكم. حيث أن تشكيل هذه الأدلة الموجية يؤدي إلى تفكك شعاع الليزر. إن عملية التعرض المستمر تؤدي إلى تراكم مؤشر الانكسار باتجاه خط الوسط لكل دليل موجي، وانكسار قطر حقل النمط للضوء المنتشر. حيث تظل هذه الأدلة الموجية في الزجاج بشكل دائم ويمكن تصويرها خارج الخط (انظر الصورة على اليمين).

## أنابيب ضوئية
الأنابيب الضوئية عبارة عن أنابيب أو أسطوانات من مادة صلبة لغرض توجيه الضوء على مسافة قصيرة. في الإلكترونيات، تُستخدم أنابيب الضوء البلاستيكية لتوجيه الضوء من مصابيح الصمامات الثنائية الباعثة للضوء على لوحة الدائرة إلى سطح واجهة المستخدم .اما في المباني، يتم استخدام أنابيب الضوء لنقل الإضاءة من خارج المبنى إلى  المكان المراد استخدامها بالداخل.

## الألياف الضوئية

انتشار الضوء من خلال الألياف الضوئية متعددة الأوضاع.

كثيراً ما تكون الألياف الضوئية مكونة من دليل موجي عازل دائري المقطع العرضي بحيث يحتوي على مادة عازلة محاطة بمادة عازلة أخرى بمعامل انكسار أقل. تُصنع الألياف الضوئية من زجاج السيليكا بشكل شائع، ومع ذلك يتم استخدام مواد زجاجية أخرى لتطبيقات معينة ويمكن استخدام الألياف الضوئية البلاستيكية لتطبيقات المسافات القصيرة.